# Yrjö Reenpää

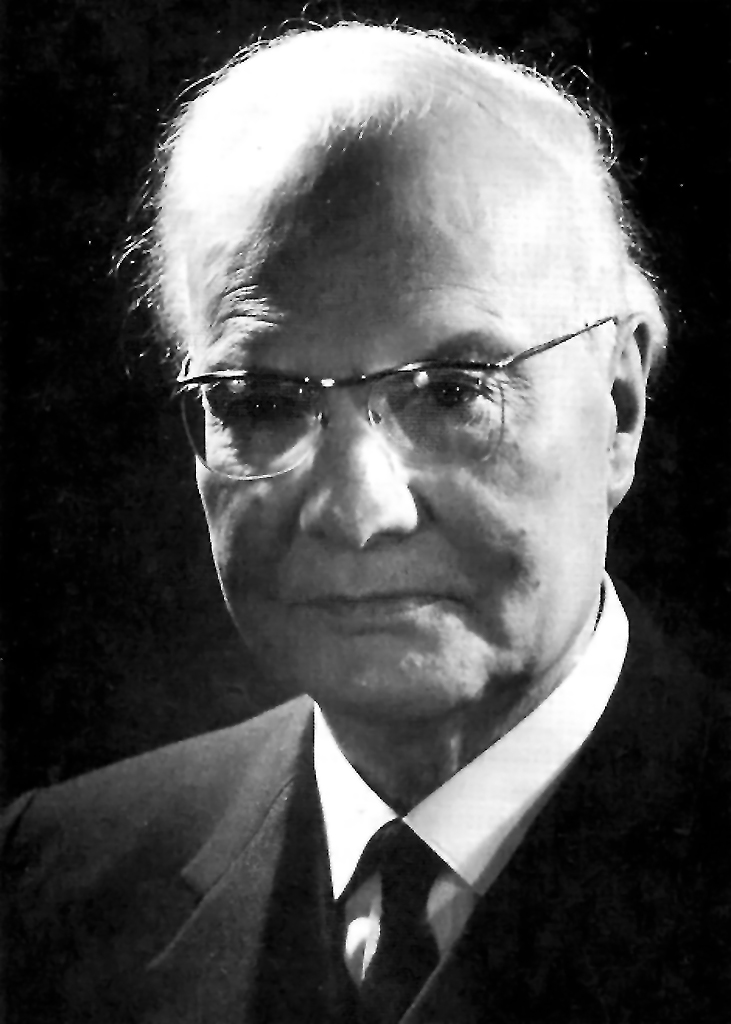
Yrjö Reenpää

Yrjö Reenpää, bis 1935 Renqvist (* 18. Juli 1894 in Helsinki; † 18. Dezember 1976 ebenda) war ein finnischer Physiologe und Philosoph sowie Professor für Physiologie an der Universität Helsinki. Er entwickelte die Allgemeine Sinnesphysiologie auf der Basis der Kantschen Erkenntnislehre und der Phänomenologie und beschäftigte sich intensiv mit dem psycho-physischen Problem.

## Leben
Yrjö Reenpääs Vater Alvar Renqvist war der Besitzer und Direktor eines großen finnischen Verlages; er war Professor und Mitglied des Parlaments. Nach dem Abitur 1912 begann Yrjö Reenpää an der Universität Helsinki Medizin zu studieren. Schon früh konzentrierte er sich auf die Forschungen in Physiologie unter der Anleitung von Robert Tigerstedt, dem ersten Professor für Physiologie an der Universität Helsinki. Seine Doktorarbeit schrieb er 1918 im Bereich der Sinnesphysiologie über den Geschmack. Nachdem er einige Jahre in der finnischen Armee als Arzt und am psychophysiologischen Institut der finnischen Luftwaffe gearbeitet hatte, kehrte er 1925 an das physiologische Institut in Helsinki zurück, wo er seine sinnes- und wahrnehmungsphysiologischen Forschungen fortsetzte. Nach dem Tod von Carl Tigerstedt, dem Sohn und Nachfolger von Robert Tigerstedt, wurde Yrjö Reenpää 1927 auf den Lehrstuhl für Physiologie berufen, den er bis zu seiner Pensionierung 1962 innehatte. In den Jahren vor dem Zweiten Weltkrieg besuchte Reenpää mehrere physiologische Institute in Deutschland und knüpfte intensive Beziehungen zu anderen Sinnesphysiologen, wie Max von Frey, Johannes von Kries oder Viktor von Weizsäcker. In den Kriegsjahren 1939–1944 diente er als Bürochef der Sanitätsabteilung im Verteidigungsministerium und fungierte, wie schon 20 Jahre früher, als Leiter der Psychophysiologischen Abteilung der finnischen Luftwaffe als „Oberstleutnant im Gesundheitswesen“.

## Allgemeine Sinnesphysiologie
Nachdem sich Yrjö Reenpää anfänglich mit empirischen Untersuchungen in der Sinnesphysiologie, im Wesentlichen mit den Sinnesbezirken des Geschmacks, des Tastsinns, der Muskeln und der Bewegung beschäftigt hatte, konzentrierte er sich in den 1930er Jahren immer mehr auf grundlegende Fragen der Sinnesphysiologie bzw. der Psychophysik. Er stellte der kausalen Reiz-Empfindungsrelation der klassischen Sinnesphysiologie ein Abbildungsverhältnis zwischen den (z. B. physikalisch angebbaren) Reizgrößen, den Abbildern der inneren Erregungsvorgänge in den Sinnen und den phänomenalen Empfindungsabbildern entgegen. Reenpää stellte die Struktur der psycho-physischen Relationen in einer axiomatischen Form dar und bezog diese direkt auf die Kategorien der kantischen Erkenntnislehre und der Phänomenologie (u. a. Edmund Husserl und Martin Heidegger). Indem er und seine Mitarbeiter u. a. Alvar Wilska, Eeva Jalavisto und R. M. Bergström, sein späterer Nachfolger, diese psycho-physischen Methodik in den Experimenten anwendeten, konnten sie die Strukturen der Wahrnehmungsmannigfaltigkeiten in verschiedenen Sinnesbezirken empirisch und evident aufzeigen. Nach seiner Pensionierung weitete Reenpää seine philosophischen Betrachtungen weiter aus und bezog die psycho-physische Problematik in die umfassendere des Leib-Seele-Problems ein. Er reflektierte einen psycho-physischen Parallelismus, wo er die Beziehungen zwischen Sinneswahrnehmungen und den Stimulationen in den Sinnesnerven thematisierte, so wie sie besonders in den Untersuchungen zum Gehör von Wolf Dieter Keidel und seinen Mitarbeitern an der Universität Erlangen durchgeführt wurden, wo Reenpää eine Gastprofessur innehatte.

## Philosophie
Auf der Grundlage seiner Untersuchungen in der Sinnes- und Wahrnehmungsphysiologie stellte Reenpää dar, dass die Wahrnehmungen das Fundament für die Begriffe der Erkenntnis, also auch für die naturwissenschaftlichen Begriffe liefern. Er zeigt, dass die Begrifflichkeiten auf phänomenale Wahrnehmungen in Analogie mit der kantischen Kategorientafel zurückgeführt werden können. Damit begründet er die Begrifflichkeit in der Sinnesmannigfaltigkeit, also nach Kant in der Anschauung. Das einstellige Element der Zeit (bei Kant eine der Anschauungsformen a priori) bekommt bei Reenpää operationale Bedeutung. Indem eine Anschauung, d. h. ein Sinneserlebnis in eine begriffliche Form gebracht wird, wird sie der Zeit enthoben. Erst soll die phänomenale Struktur des sinnlich Gegebenen erfasst werden. Daran schließt sich das Abbilden dieser Größen auf intensionale Begriffe der Mathematik, Physik oder Chemie an. Es geht ihm also um ein konformes oder isomorphes Abbilden der Größen des phänomenalen Raumes in den begrifflichen Raum der Reizgrößen.

## Andere kulturelle Aktivitäten
Neben seinen wissenschaftlichen Tätigkeiten war Yrjö Reenpää u. a. Präsident der Finnisch Medizinischen Vereinigung (Duodecim; 1933–36), Präsident der Nordischen Gesellschaft für Physiologie (1936–39), Vorsitzender der Finnischen Akademie der Wissenschaften (1942–43). 1939 wurde er von der Heidelberger Akademie der Wissenschaften als Mitglied berufen. Yrjö Reenpää gehörte zu den Gründern der Finnischen Kulturstiftung, deren Vorsitzender er von 1937 bis 1953 war. Seit 1979 wird im Rahmen der Finnischen Kulturstiftung alljährlich eine Vorlesung gehalten und eine Medaille verliehen, die Reenpääs Namen trägt. Hierzu werden namhafte und angesehene Wissenschaftler unterschiedlichster Fachrichtungen aus aller Welt eingeladen.

## Wichtige Publikationen
- Allgemeine Sinnesphysiologie, Springer, Wien, 1936.
- Über Wahrnehmen, Denken und messendes Versuchen, Biblioth Biotheor Se D II, 1-248, E.J. Brill, Leiden, 1947.
- Die Dualität des Verstandes, Sitzungsb Heidelberg Akad Wiss Mat-naturwiss K1 Abh, 1-76, 1950.
- Der Verstand als Anschauung und Begriff, Ann Acad sci Fenn Ser B T 76, 1-113, 1952.
- Aufbau der allgemeinen Sinnesphysiologie. Grundlegung einer Wissenschaft vom Beobachten, Vittorio Klostermann, Fr.a.M., 1959.
- Theorie des Sinneswahrnehmens, Ann Acad sci Fenn Ser A V Medica 78, 1961.
- Allgemeine Sinnesphysiologie, Vittorio Klostermann, Fr.a.M., 1962.
- Über die Zeit, Darstellung und Kommentar einiger Interpretationen des Zeitlichen in der Philosophie. Über die Zeit in den Naturwissenschaften, Acta phil Fennic. XIX, 1966.
- Wahrnehmen, Beobachten, Konstituieren. Phänomenologie und Begriffsbestimmung der ersten Erkenntnisakte, Vittorio Klostermann, Fr.a.M., 1967.
- Über das Körper-Seele-Problem, Neuere philosophische Auffassungen, in Neue Anthropologie, Band 5, Psychologische Anthropologie (Hrsg.: H.-G. Gadamer, P. Vogler), Georg Thieme Verlag, Stuttgart, 1973.

## Sekundärliteratur
- Herbert Hensel: Allgemeine Sinnesphysiologie, Hautsinne, Geschmack, Geruch, Springer, 1966.
- Dieter Schaffrath: Grenzfragen philosophischer und empirischer Bewußtseinsbetrachtung, Das psychophysische Problem aus philosophischer Sicht unter besonderer Berücksichtigung der Sinnesphysiologie Yrjö Reenpääs, Thesis, Rheinisch-Westfälisch-Technischen Hochschule Aachen, 1979.
- J. Tyrkkö, T. Jauhiainen, V. Häkkinen, D. Schaffrath: Yrjö Reenpää, Sinnesphysiologe und Philosoph zwischen Finnland und Deutschland, Sitzungsberichte der Physikalisch-Medizinischen Sozietät zu Erlangen, Band 10, Heft 1 (Hrsg.: Karl-Heinz Plattig), Palm & Enke, Erlangen und Jena, 2006.

| Personendaten    | Personendaten                                                                                 |
| ---------------- | --------------------------------------------------------------------------------------------- |
| NAME             | Reenpää, Yrjö                                                                                 |
| KURZBESCHREIBUNG | finnischer Physiologe und Philosoph und Professor für Physiologie an der Universität Helsinki |
| GEBURTSDATUM     | 18. Juli 1894                                                                                 |
| GEBURTSORT       | Helsinki                                                                                      |
| STERBEDATUM      | 18. Dezember 1976                                                                             |
| STERBEORT        | Helsinki                                                                                      |